# Ali bin Abdullah Al Mualla
Le cheikh Ali bin Abdullah Al Mualla fut le dirigeant d'Umm Al Quwain, l'un des États de la Trêve aujourd'hui intégrés aux Émirats arabes unis, de 1853 à 1873.  

## Biographie
La date exacte du début de son règne reste incertaine, mais il est généralement admis qu'il commença l'année où son père, le cheikh Abdullah, signa la Trêve maritime perpétuelle de 1853. Durant son règne, Ali bin Abdullah ratifia plusieurs accords internationaux importants, dont celui de 1856 visant à renforcer la suppression de la traite des esclaves, ainsi qu'un traité en 1864 garantissant la protection des lignes et stations du télégraphe britannique.  
Son règne se distingua par une relative tranquillité, dans un contexte historique souvent marqué par des conflits régionaux. Cheikh Ali choisit de ne pas s'allier à Thuwaini bin Said, sultan de Mascate et d'Oman, qui cherchait à unir Abu Dhabi et Umm Al Quwain contre Sultan bin Saqr Al Qasimi (en) de Sharjah. Même lorsque d'autres dirigeants des États de la Trêve soutinrent Thuwaini, notamment lors de la bataille de Dhank en octobre 1870, Umm Al Quwain resta neutre.  
Cheikh Ali bin Abdullah, après une vie paisible marquée par des décisions diplomatiques prudentes, mourut en 1873. Son frère cadet, Ahmad bin Abdullah Al Mualla, lui succéda.